# 마키노 마사히로

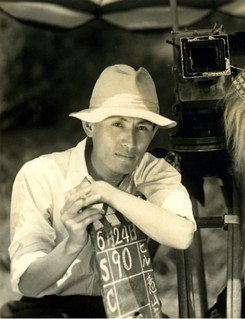

마키노 마사히로(Masahiro Makino, 1908년 2월 29일 ~ 1993년 10월 29일)는 일본의 영화 감독, 배우, 각본가, 영화 프로듀서, 아역 배우이다.
교토시에서 태어났으며 도쿄에서 사망하였다.

## 영화
- 쇼와잔협전: 죽어주셔야 되겠습니다 (1970년)
- 일본 협객전 (1964년)
- 필승가 (1945년)
- 원앙새 노래대항전 (1939년)
- 츠케므리 타카다노바바 (1937년)